# 蠕动泵

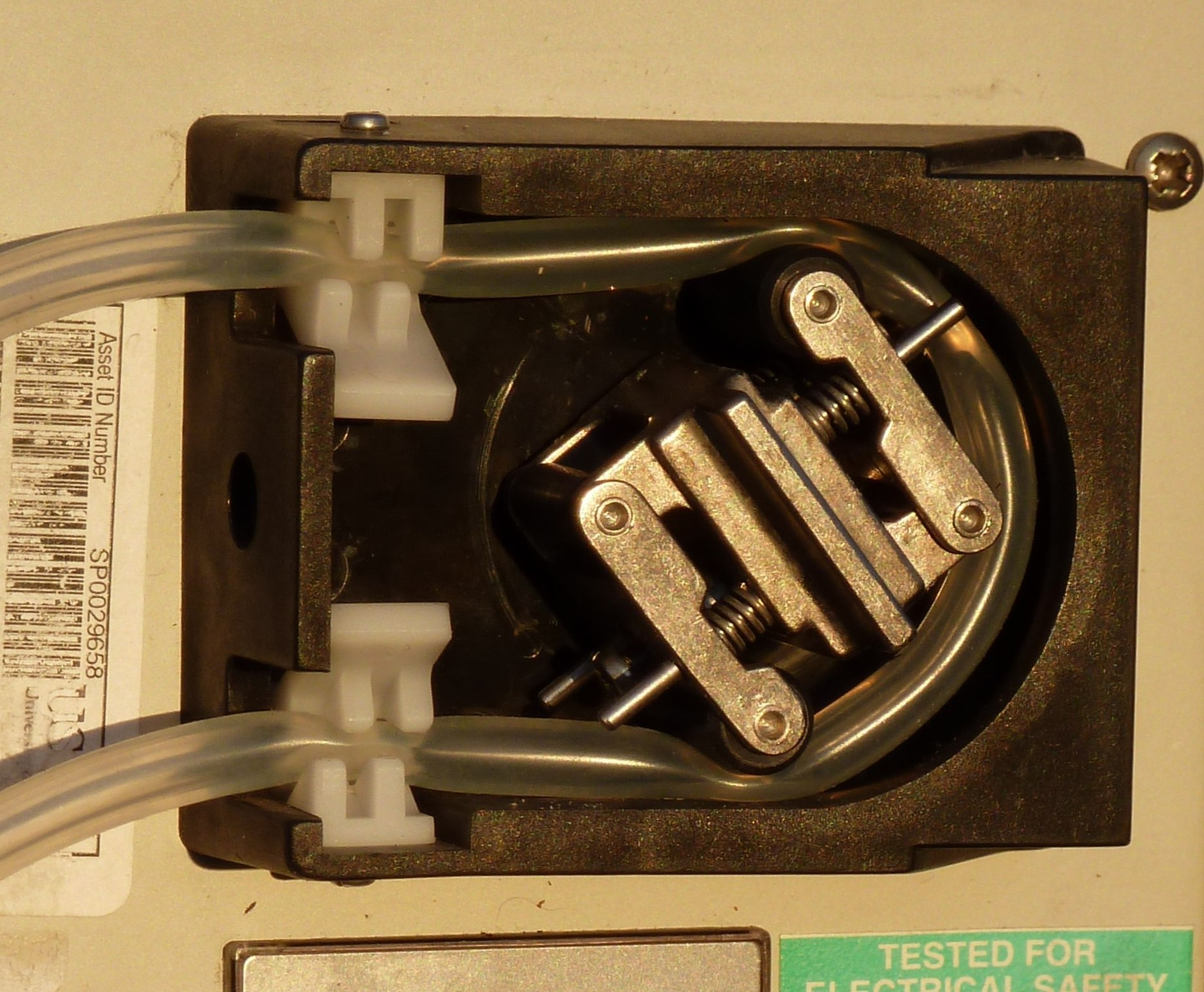
带有两个弹簧辊的蠕动管泵

蠕动泵运动

蠕动泵 ，通常也称为滚子泵，是一种用于泵送各种流体的容积泵 。 流体包含在安装在圆形泵壳内的挠性管内（尽管已制成线性蠕动泵）。 甲转子具有连接到转子的外周上的多个“辊”，“鞋”，“雨刷”或“波瓣”压缩柔性管。 当转子转动时，受压的管子部分被挤压闭合（或“闭塞”），从而迫使要泵送的流体通过管子运动。 另外，由于在凸轮通过之后管子恢复到其自然状态（“恢复”或“弹性”），所以流体流被引导至泵。 这个过程被称为蠕动 ，被用于许多生物系统，例如胃肠道 。 通常，将有两个或更多的辊子或刮水器阻塞管子，从而在它们之间截留流体。 然后，在环境压力下，流体被输送到泵的出口。 蠕动泵可以连续运行，也可以通过部分转数进行分度，以输送更少量的流体。 

## 历史

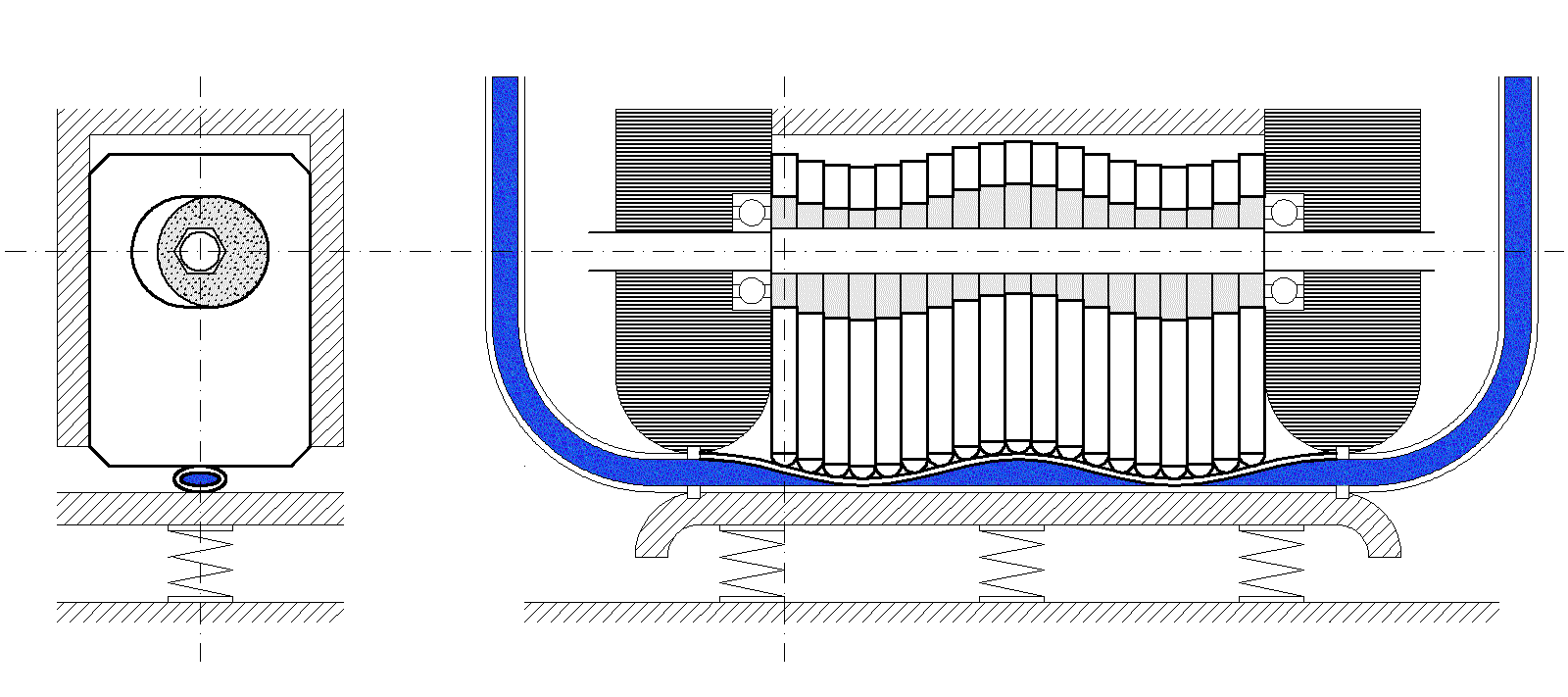
线性蠕动泵

蠕动泵最早在美国由鲁弗斯Porter和JD布拉德利专利于1855年（美国专利号12753） 作为井泵，后来由Eugene艾伦在1881年（美国专利号249285） 用于血液输血 。 它是由心脏病外科医生Michael DeBakey博士 在1932年当医学生时开发的，用于输血 ，后来被他用于体外循环 系统。 1992年开发了一种专用的非阻塞式辊筒泵（美国专利5222880） 该泵使用软扁平管材用于心肺旁路系统。 发明人Bernard Refson开发了首款在实验室外使用的技术上和商业上可行的蠕动泵，他后来成立了蠕动泵制造商Watson-Marlow Fluid Technology Group。 

## 应用领域
蠕动泵通常用于泵送清洁/无菌或侵蚀性流体，而不会使这些流体暴露于裸露的泵组件造成的污染。 一些常见的应用包括通过输液设备， 单采血液分离术 ，侵蚀性化学药品，高固含量浆液和其他材料将IV流体泵送，其中产品与环境的隔离以及环境与产品的隔离至关重要。 由于泵不会引起明显的溶血 ，因此它还用于心肺机中以在旁路手术期间以及血液透析系统中循环血液。     
蠕动泵还广泛用于各种工业应用中，尤其是农业领域，因为它们非常适合常见的农业化学品。  滚子泵的独特设计使其特别适合泵送研磨剂和粘性流体。 

## 关键设计参数
理想的蠕动泵应具有无限大的泵头直径和最大可能的滚子直径。 这种理想的蠕动泵将提供尽可能长的管道寿命，并提供恒定且无脉动的流速。     
这样的理想蠕动泵实际上无法构造。 但是，可以将蠕动泵设计为接近这些理想的蠕动泵参数。     
精心的设计可以在数周内提供恒定的准确流量，并具有较长的管路寿命，而无管路破裂的风险。           

### 化学相容性
泵送的流体仅接触管道的内表面，从而消除了对其他阀，O形圈或密封件的担心，这些阀，O形圈或密封件可能与泵送的流体不兼容。 因此，出于化学相容性考虑，仅考虑泵送介质流经的管道组成。     
在泵中经过数百万次挤压循环后，管路必须是弹性体才能保持圆形横截面。 这一要求消除了与多种化学药品（例如PTFE ， 聚烯烃 ， PVDF等）具有相容性的非弹性体聚合物，被视为泵管材料。 泵管常用的弹性体是丁腈 （NBR）， 海帕隆 （ Hypalon） ， 氟橡胶（Viton） ， 硅树脂 ， PVC ， EPDM ，EPDM + 聚丙烯 （如Santoprene ）， 聚氨酯和天然橡胶 。 在这些材料中，天然橡胶具有最佳的抗疲劳性，而EPDM和Hypalon具有最佳的化学相容性。 有机硅在水基流体中很流行，例如在生物制药行业中，但是在其他行业中其化学相容性范围有限。       
诸如FKM （Viton，Fluorel等）之类的挤压含氟聚合物管与酸， 碳氢化合物和石油燃料具有良好的相容性，但其抗疲劳性不足以达到有效的管寿命。     
有几项较新的管道开发，使用衬里管道和含氟弹性体可提供广泛的化学兼容性。     
对于带衬里的管道，薄的内衬由耐化学腐蚀的材料（例如聚烯烃和PTFE）制成，这些材料形成了对其余管道壁不与泵送流体接触的屏障。 这些衬里是通常不是弹性体的材料，因此对于蠕动泵应用来说，不能用这种材料来制造整个管壁。 该管具有足够的化学相容性和使用寿命，可用于化学挑战性的应用中。 使用这些管子时要牢记一些事情-在制造过程中衬管上的任何针孔都可能使管子容易受到化学侵蚀。 对于像聚烯烃这样的硬质塑料衬里，如果蠕动泵反复弯曲，它们会产生裂纹，使散装材料再次容易受到化学侵蚀。 所有内衬管的常见问题是衬管分层，反复弯曲表明管的使用寿命已到。 对于那些需要化学兼容管的人，这些内衬管提供了一个很好的解决方案。       
使用含氟弹性体管材时，弹性体本身具有耐化学性。 在例如 Chem-Sure由全氟弹性体制成，具有所有弹性体中最广泛的化学相容性。 上面列出的两支含氟弹性体管结合了化学相容性和增强技术带来的超长管寿命，但是初始成本却很高。 必须用长管寿命得出的总价值来证明成本的合理性，并与其他选择（例如其他管道甚至其他泵技术）进行比较。       
有许多在线站点可以检查管道材料与泵送流体的化学相容性。 管道制造商还可能具有特定于其管道生产方法，涂层，材料和泵送流体的兼容性图表。       
虽然这些图表涵盖了常见流体的列表，但它们可能没有全部流体。 如果有没有在任何地方列出兼容性的流体，则通常的兼容性测试是浸入测试。 1比2  将一英寸的管道样品浸入要泵送的流体中24至48小时，然后测量浸入前后的重量变化量。 如果重量变化大于初始重量的10％，则该管与流体不兼容，因此不应在该应用中使用。 该测试仍然是一种单向测试，从某种意义上说，通过边界测试和机械弯曲相结合的管材仍然很可能无法通过该应用程序，因为边界兼容性和机械挠曲的结合可能会将管材推向边缘，导致电子管过早失效。       
总的来说，最近管道的发展为蠕动泵选件带来了广泛的化学兼容性，许多化学计量应用可以比其他当前的泵技术受益。         

### 咬合
滚轮和外壳之间的最小间隙决定了施加在管路上的最大挤压力。 施加到管路上的挤压量会影响泵的性能和管路寿命-挤压得更多会大大缩短管路的寿命，而挤压次数减少会导致泵送的介质向后滑动，特别是在高压泵中，并显着降低泵的效率滑动的高速度通常会导致软管过早损坏。 因此，这种挤压量成为重要的设计参数。             
术语“阻塞”用于测量挤压量。 它要么表示为壁厚的两倍，要么表示为被压缩的壁的绝对量。       
让 
y =遮挡
g =滚子和外壳之间的最小间隙
t =管道的壁厚
然后 
y = 2t-g（表示为绝对挤压量）
y =（2t-g）/（2t）×100（表示为壁厚的两倍的百分比）
堵塞通常为10％到20％，对于较软的管材，堵塞较高，对于较硬的管材，堵塞较低。     
因此，对于给定的泵，最关键的管道尺寸成为壁厚。 有趣的是，管的内径对于泵的管的适用性不是重要的设计参数。 因此，只要壁厚保持不变，泵通常会使用多个ID。         

### 内径
对于给定的泵转速，内径（ID）较大的管将比内径较小的管提供更高的流速。 直观地讲，流速是管孔横截面积的函数。       

### 流量
流速是泵的重要参数。 蠕动泵的流量取决于许多因素，例如：     
1. 管内径-内径较大时流速更高
2. 泵头外径-外径更大时流速更高
3. 泵头转速-更高的流量和更高的转速
4. 入口脉动-脉冲减少了软管的填充量

增加滚轮的数量并不会增加流速，相反，它会通过减小喷头的有效（即泵送）周长而在某种程度上降低流速。 增大的辊的确会通过增加脉冲流的频率来减小出口处的流体脉动的幅度。     
管子的长度（从入口附近的最初收缩点到出口附近的最终释放点测量）不会影响流速。 但是，较长的管意味着入口和出口之间有更多的收缩点，从而增加了泵可能产生的压力。     
蠕动泵的流量在大多数情况下不是线性的。 泵入口处的脉动效应会改变蠕动软管的填充程度。 在高入口脉动的情况下，蠕动软管变成椭圆形，这导致流量减少。 因此，只有在泵的流量恒定或使用正确设计的脉动阻尼器完全消除了进口脉动的情况下，才能使用蠕动泵进行精确计量。       

### 脉动
脉动是蠕动泵的重要副作用。 蠕动泵中的脉动取决于许多因素，例如：     
1. 流速-流速越高，脉动越多
2. 管道长度-长管道更易产生脉动
3. 更高的泵速-更高的RPM是更多的脉动
4. 流体的比重-流体密度越高，脉动越多

## 变化

### 软管泵
高压蠕动软管泵通常可以在连续使用的情况下承受高达16 bar的压力，请使用滑靴（仅适用于低压类型的滚子），并在外壳中注满润滑剂，以防止泵管外部磨损并有助于泵的外部。散热，并使用通常称为“软管”的增强管。 这类泵通常称为“软管泵”。         
与软管泵相比，软管泵的最大优势是最高16 bar的高工作压力。 使用压路机，最大压力可以达到12 Bar，没有任何问题。 如果不需要较高的工作压力，则在泵送的介质不是磨料的情况下，软管泵比软管泵更好。 随着管材技术在压力，寿命和化学相容性方面的最新进展，以及更高的流速范围，软管泵相对于滚子泵的优势继续受到侵蚀。       

### 管泵
较低压力的蠕动泵通常具有干燥的外壳，并与非增强的挤压管一起使用滚筒。 这类泵有时称为“管式泵”或“管道泵”。 这些泵使用辊子挤压管子。 除了如下所述的360°偏心泵设计外，这些泵至少有两个180°分开的辊，并且可能有多达8个，甚至12个辊。 辊子数量的增加会增加出口处泵送流体的压力脉冲频率，从而降低脉冲幅度。 滚子数量增加的不利之处在于，对于通过该管的给定累积流量，它成比例地增加了管道上的挤压或堵塞数量，从而缩短了管道寿命。           
蠕动泵有两种滚筒设计： 
- 固定闭塞-在这种泵中，滚筒在旋转时具有固定的轨迹，在挤压管子时保持闭塞恒定。 这是一个简单而有效的设计。 这种设计的唯一缺点是，管上的阻塞百分比随管壁厚度的变化而变化。 通常情况下，挤压管的壁厚变化足以使 咬合百分比可随壁厚而变化（见上文）。 因此，具有更大壁厚但在可接受的公差范围内的一段管子将具有更高的堵塞百分比，这会增加管道的磨损，从而缩短管道的使用寿命。 如今，管壁厚度公差通常保持足够紧密，以至于这个问题没有太大的实际意义。 对于那些机械倾斜的人，这可能是恒定的应变操作。
- 弹簧滚轮-顾名思义，该泵中的滚轮安装在弹簧上。 这种设计比固定式咬合更加精细，但有助于克服更宽范围内的管壁厚度变化。 无论变化如何，滚子都会在管道上施加与弹簧常数成比例的相同量的应力，从而使应力恒定。 选择弹簧不仅要克服管路的环向强度，还要克服泵送流体的压力。

这些泵的工作压力由管道以及电机克服管道的环向强度和流体压力的能力决定。 

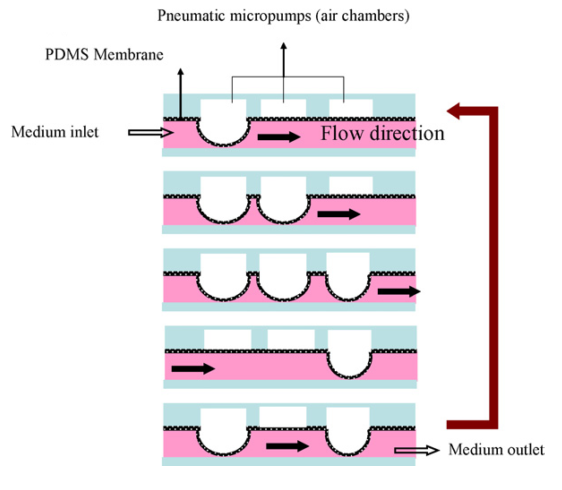
气动微流体蠕动泵中使用的泵送顺序。

在微流体中，通常希望使流体的循环体积最小化。 传统的泵在微流体回路外部需要大量的液体。 由于分析物的稀释和已经稀释的生物信号分子，这可能导致问题。  为此，除其他外，期望将微泵浦结构集成到微流体回路中。 Wu等。在2008年推出了一种气动蠕动微型泵，从而消除了对大量外部循环流体的需求。 

## 优点
- 无污染。 由于泵的唯一与被泵送流体接触的部分是管的内部，因此很容易对泵的内表面进行消毒和清洁。
- 维护需求低，易于清洁；由于没有阀门，密封件和密封套，因此维护成本相对较低。 [8]
- 它们能够处理泥浆及粘性、剪切敏感性和腐蚀性液体。
- 泵的设计可防止无阀回流和虹吸。
- 每次旋转泵送固定量的流体，因此可用于大致测量泵送的流体量。

## 缺点
- 软管会随着时间的流逝而退化，需要定期更换。
- 该流动是脉动的，特别是在低转速下。 因此，这些泵不太适合需要平稳连续流动的场合。 然后应考虑使用其他类型的容积泵 。
- 有效性受液体粘度的限制

## 管道
选择蠕动泵管的考虑因素包括对被泵送液体的适当耐化学性，是连续使用还是间歇使用泵以及成本。 蠕动泵中常用的管道类型包括：       
- 聚氯乙烯 （PVC）
- 硅橡胶
- 含氟聚合物
- 法医
- 热塑性的
- 含氟弹性体

对于连续使用，大多数材料在较短的时间内表现相似 。 这表明被忽视的低成本材料（例如PVC）可能会满足短期，一次性使用的医疗应用的需求。 对于间歇性使用，压缩永久变形很重要，而有机硅是最佳的材料选择。 

## 典型应用

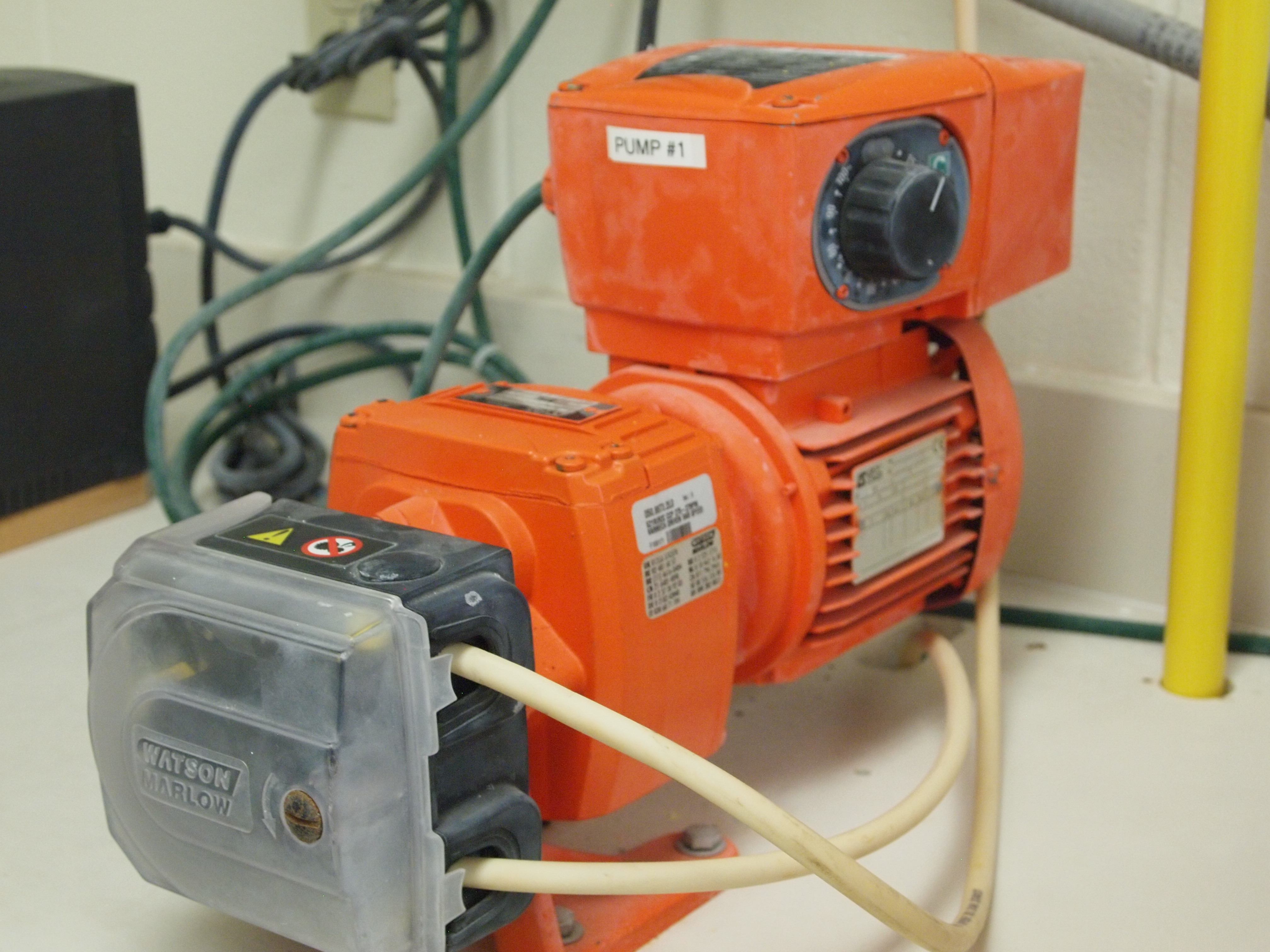
用于净水厂化学处理过程的蠕动泵

- 药物 
  - 透析机
  - 开心式旁路泵机
  - 医用输液泵
- 测试与研究 
  - 自动分析仪
  - 分析化学实验
  - 一氧化碳监测仪
  - 媒体分发器
- 农业 
  - 'Sapsucker'泵提取枫树树液
  - 水培系统剂量
- 食品生产与销售 
  - 液体食物喷泉（例如玉米片的奶酪酱）
  - 饮料分配
  - 餐饮洗衣机流体泵
- 化学处理 
  - 印刷，油漆和颜料
  - 药品生产
  - 洗碗机和洗衣化学品的配料系统
- 工程与制造 
  - 混凝土泵
  - 纸浆和造纸厂
  - 最少润滑
  - 喷墨打印机
- 水和废物 
  - 净水厂的化学处理
  - 污水污泥
  - 水族馆 ，特别是钙反应器